# Crepis intermedia
Crepis intermedia es una especie de planta herbácea perteneciente a la familia de las asteráceas. Es originaria del oeste de los Estados Unidos, donde crece en muchos tipos de hábitat y bosques abiertos. 

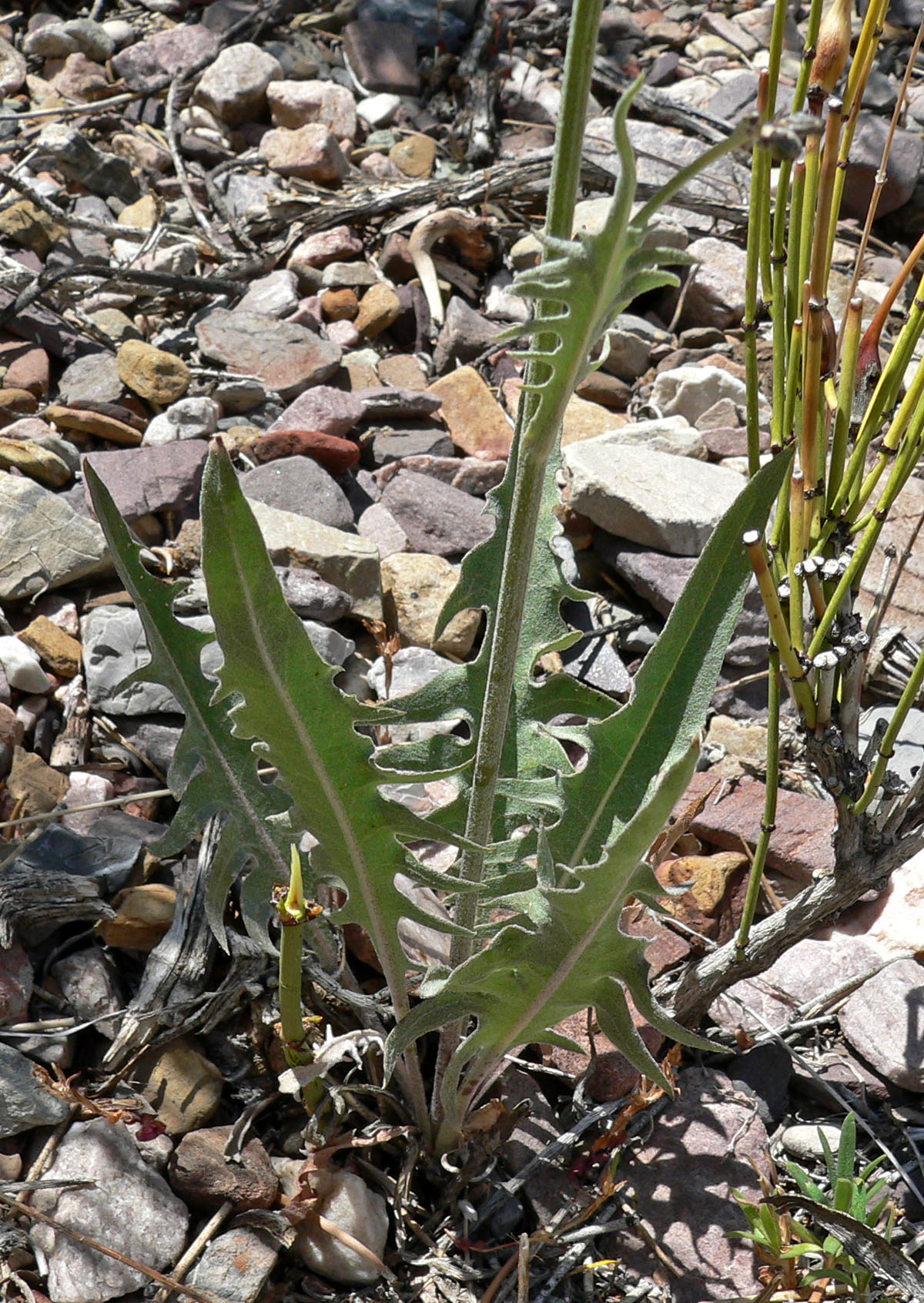
Vista de la planta

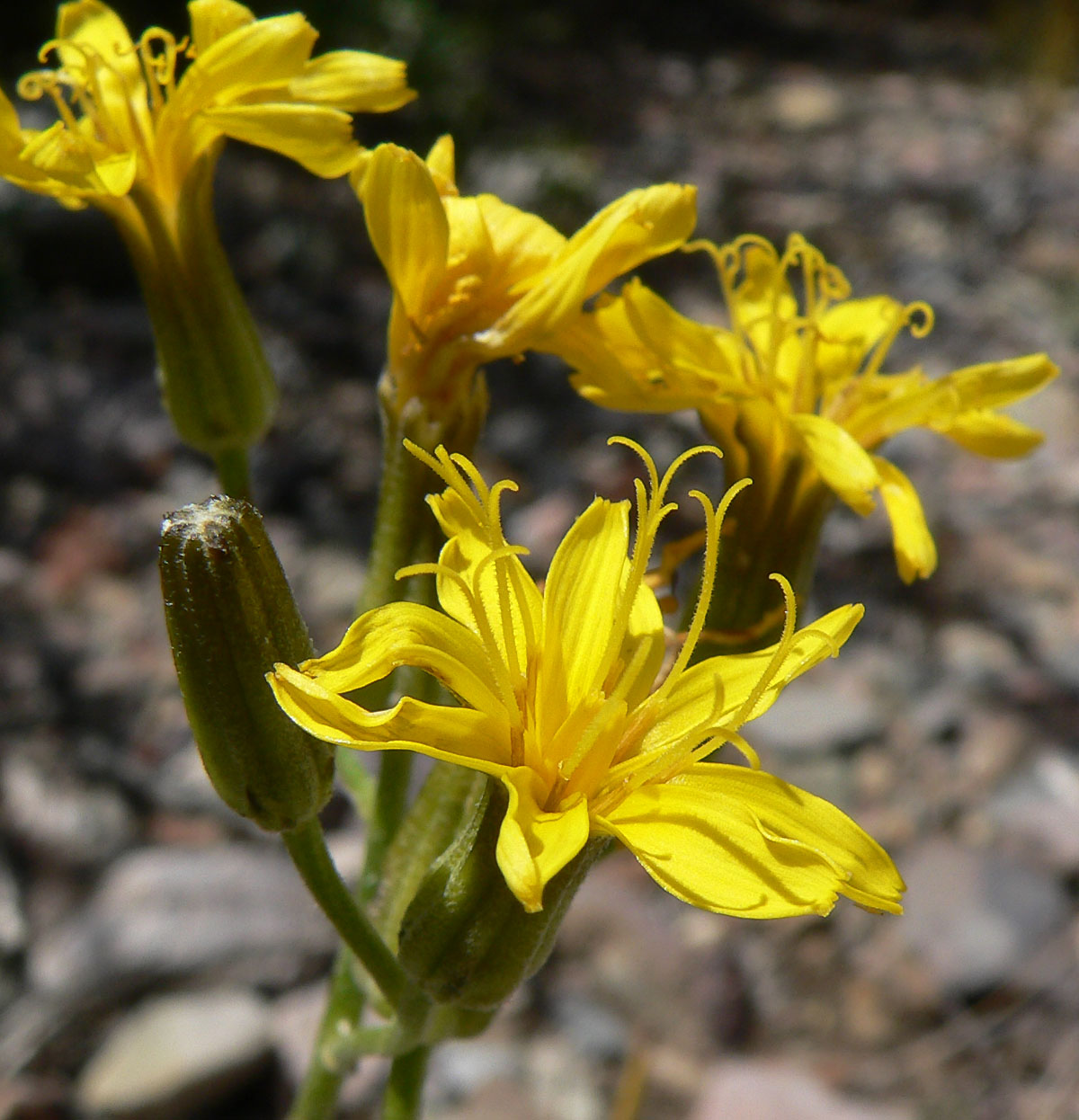
Flores

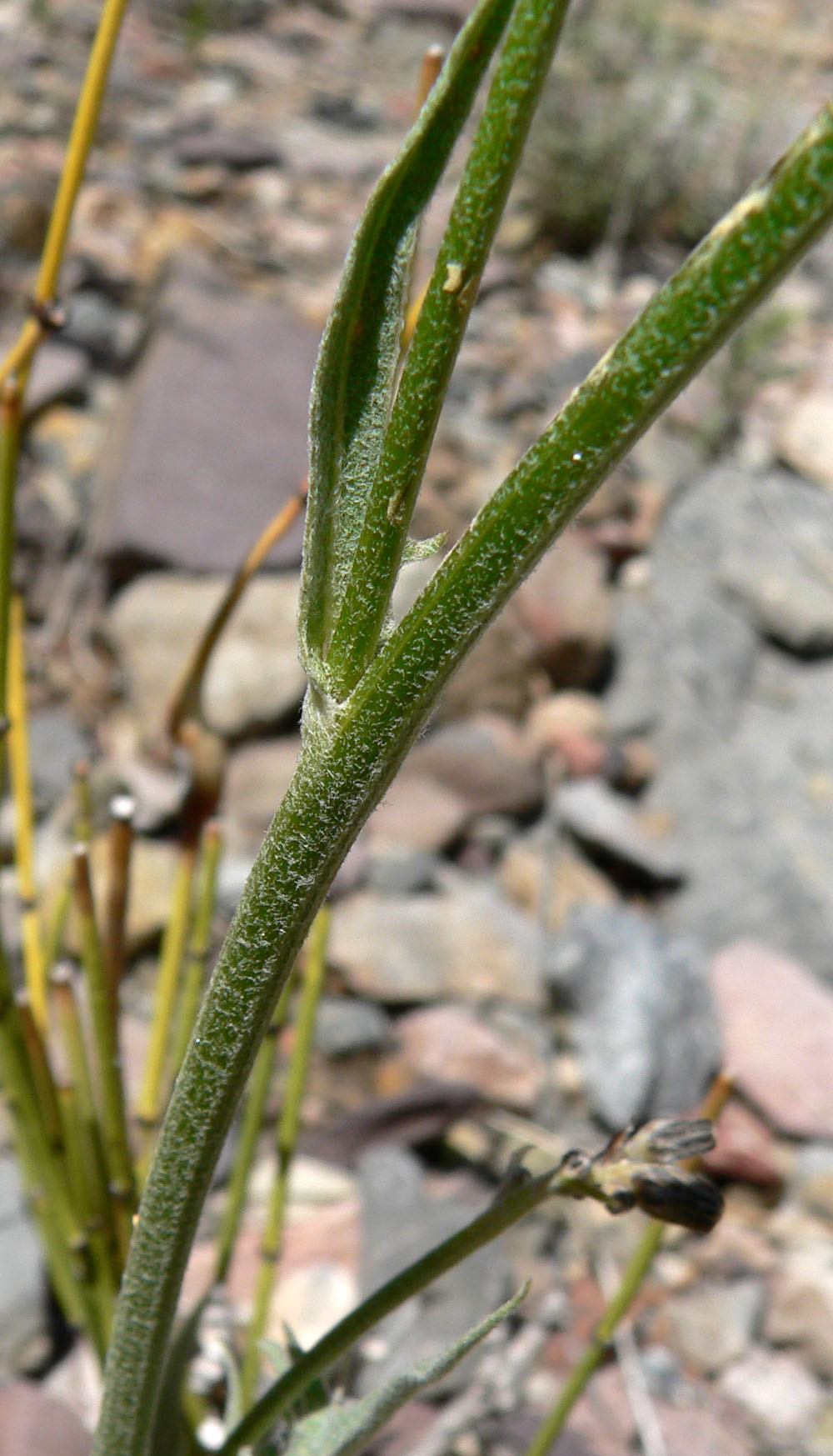
Detalle

## Descripción
Es una planta herbácea perenne que crece erecta y ramificada que se deriva de una gruesa raíz pivotante, que alcanza hasta 70 centímetros de altura. Tiene el follaje verde y lanoso. Las hojas están cubiertas con lóbulos triangulares y el menor tiene 40 centímetros de largo. La inflorescencia es un conjunto abierto de muchos capítulos ligulados , cada uno con brácteas lanosas y varias flores liguladas amarillas. El fruto es una aquenio estrecho, de poco menos de un centímetro de largo.

## Taxonomía
Crepis intermedia fue descrita por Asa Gray y publicado en Synoptical Flora of North America 1(2): 432. 1884.
Etimología
Crepis: nombre genérico que deriva de las palabras griegas: 
krepis, que significa " zapatilla "o" sandalia ", posiblemente en referencia a la forma de la fruta.
intermedia: epíteto latíno que significa "intermedia".
Sinonimia
- Crepis acuminata var. intermedia (A. Gray) Jeps.
- Hieracioides intermedium (A.Gray) Kuntze
- Psilochenia intermedia (A.Gray) W.A.Weber[5]